# Otiothops inflatus
Otiothops inflatus là một loài nhện trong họ Palpimanidae. Loài này được phát hiện ở Paraguay en Argentinië.